# Astia
Astia is een geslacht van spinnen uit de familie springspinnen (Salticidae).

## Soorten
De volgende soorten zijn bij het geslacht ingedeeld:
- Astia colemani Wanless, 1988
- Astia hariola L. Koch, 1879